# Acromis spinifex
Acromis spinifex es un coleóptero de la familia Chrysomelidae. Fue descrita en 1763 por Linnaeus.
Al igual que otras especies del género, presentan dimorfismo sexual. Se alimentan de plantas de la familia Convolvulaceae.